# Сентервил (Мисури)
Сентервил (енгл. Centerville) град је у америчкој савезној држави Мисури.

## Демографија
По попису из 2010. године број становника је 191, што је 20 (11,7%) становника више него 2000. године.
| Група             | 2000.       | 2010.       |
| Белци             | 161 (94,2%) | 182 (95,3%) |
| Афроамериканци    | 0 (0,0%)    | 4 (2,1%)    |
| Азијати           | 0 (0,0%)    | 0 (0,0%)    |
| Хиспаноамериканци | 0 (0,0%)    | 0 (0,0%)    |
| Укупно            | 171         | 191         |